# Reitscheid

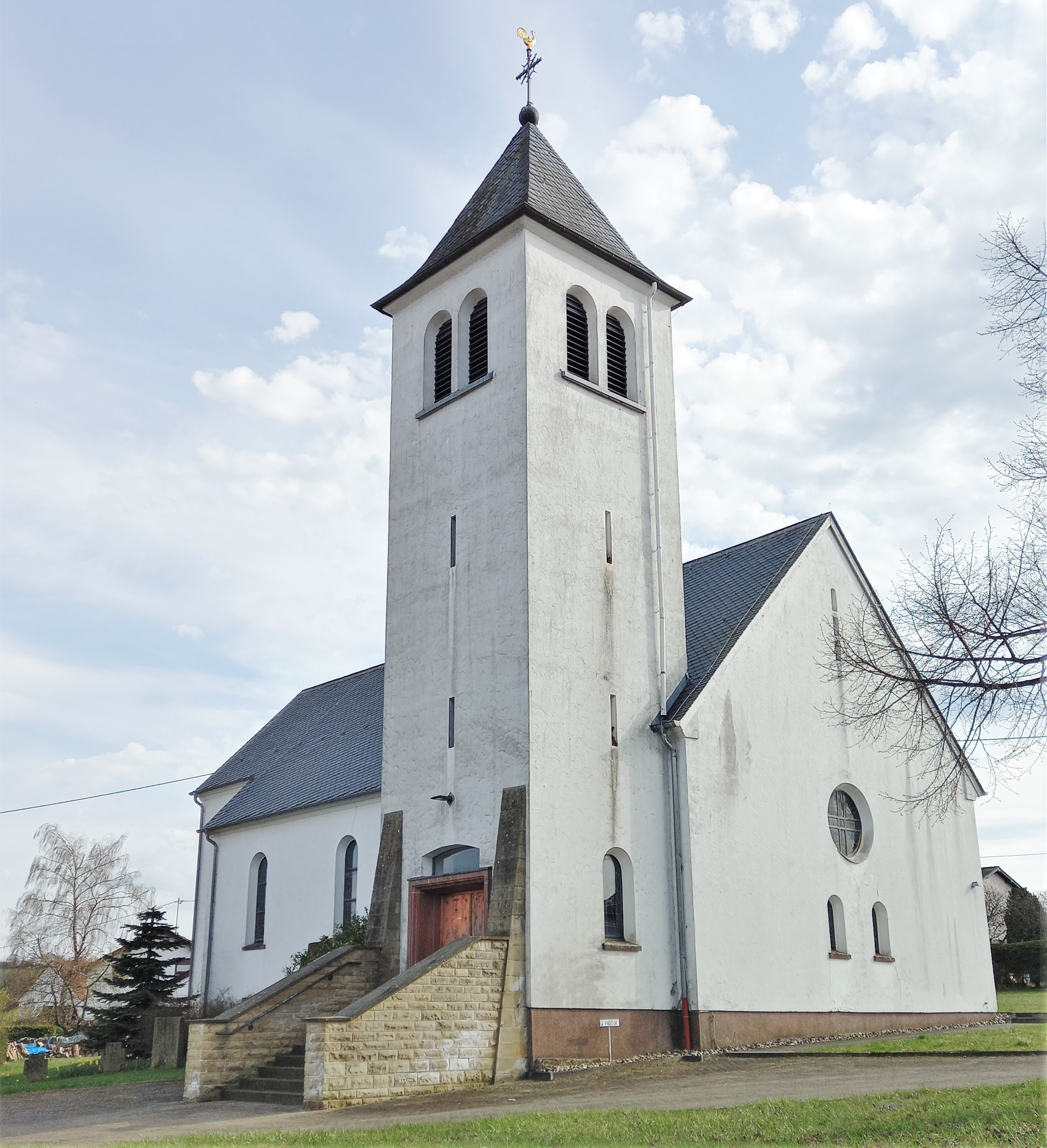
Katholische Filialkirche St. Martin

Reitscheid ist ein Ortsteil (Gemeindebezirk) der saarländischen Gemeinde Freisen im Landkreis St. Wendel. Bis Ende 1973 war Reitscheid eine eigenständige Gemeinde.

## Geographie
Reitscheid liegt in 460 Metern Höhe am Fuße des Füsselberges (595 Meter), dem höchsten Berg, der vollkommen auf saarländischem Gebiet liegt.

## Geschichte
Im Rahmen der saarländischen Gebiets- und Verwaltungsreform wurde die bis dahin eigenständige Gemeinde Reitscheid am 1. Januar 1974 der Gemeinde Freisen zugeordnet.
Südöstlich von Reitscheid befand sich bis zu deren endgültiger Auflösung die Reitscheid Missile Station, die vom 5/6, 5th Missile Bataillon, 6th Artillery betrieben wurde. Zeitweise waren an diesem Standort bis zu 250 US-Soldaten beschäftigt. Hier waren von 1961 bis 1983 Raketen des Typs Nike und die verbesserten Nike-Hercules mit nuklearen Gefechtsköpfen von einer Sprengkraft von zwei bis maximal 40 kT sowie Hawk-Flugawehrraketen stationiert. Nach der Verlegung dieser Raketen inkl. Gefechtsköpfe an den Standort Hontheim im Jahr 1983 wurde die Radarstation bis 1992 nur noch mit Flugabwehrraketen des Typs Hawk weiterbetrieben. Die Baracken, Gebäude und Bunker wurden nach der Dekommissionierung größtenteils abgerissen und die Flächen renaturiert. Auf dem Gelände befindet sich nun ein Gewerbegebiet. Historisches Überbleibsel ist das Gasthaus "Zur Rakete".
Am 6. September 1985 wurde auf die Raketenstation ein Anschlag verübt. Dabei wurden mit Hilfe von Sprengsätzen drei mobile Radaranlagen zerstört. Die Täter hinterließen die Nachricht: "Klassenkrieg gegen den imperialistischen Krieg – Freilassung von Günter Sonnenberg". Als für den Anschlag verantwortlich wurden die Rote-Armee-Fraktion oder ihnen nahestehende Sympathisanten vermutet. Die Täter wurden nie gefasst.

## Politik

### Ortsvorsteher
- Jörg Janes (SPD)

### Ortsrat
- 9 Sitze (5 SPD, 4 CDU)